# Zoir Dżurabojew
Zoir Murodullojewicz Dżurabojew (ur. 16 września 1998 w Duszanbe) – tadżycki piłkarz, występujący na pozycji obrońcy w uzbeckim klubie Neftchi Fergana oraz w reprezentacji Tadżykistanu. Uczestnik Pucharu Azji 2023.

## Mecze w reprezentacji
Na podstawie:

### Puchar Azji 2023
| Mecze i gole w reprezentacji podczas Pucharu Azji 2023 | Mecze i gole w reprezentacji podczas Pucharu Azji 2023 | Mecze i gole w reprezentacji podczas Pucharu Azji 2023 | Mecze i gole w reprezentacji podczas Pucharu Azji 2023 | Mecze i gole w reprezentacji podczas Pucharu Azji 2023 | Mecze i gole w reprezentacji podczas Pucharu Azji 2023 | Mecze i gole w reprezentacji podczas Pucharu Azji 2023 | Mecze i gole w reprezentacji podczas Pucharu Azji 2023 |
| Lp.                                                    | Data                                                   | Miasto                                                 | Przeciwnik                                             | Wynik                                                  | Gole                                                   | Inne                                                   | Faza rozgrywek                                         |
| ------------------------------------------------------ | ------------------------------------------------------ | ------------------------------------------------------ | ------------------------------------------------------ | ------------------------------------------------------ | ------------------------------------------------------ | ------------------------------------------------------ | ------------------------------------------------------ |
| 1.                                                     | 13.01.2024                                             | Doha                                                   | Chiny                                                  | 4:0 (3:0)                                              |                                                        |                                                        | Faza grupowa                                           |
| 2.                                                     | 17.01.2024                                             | Al-Chaur                                               | Katar                                                  | 2:2 (2:1)                                              |                                                        |                                                        | Faza grupowa                                           |
| 3.                                                     | 22.01.2024                                             | Doha                                                   | Liban                                                  | 0:1 (0:1)                                              |                                                        | 27'                                                    | Faza grupowa                                           |
| 4.                                                     | 28.01.2024                                             | Ar-Rajjan                                              | Zjednoczone Emiraty Arabskie                           | 3:2 (1:0)                                              |                                                        | asysta                                                 | 1/8 finału                                             |
| 5.                                                     | 02.02.2024                                             | Ar-Rajjan                                              | Jordania                                               | 1:0 (0:0)                                              |                                                        |                                                        | Ćwierćfinał                                            |

## Sukcesy
Na podstawie:

### Klubowe
- Mistrz Tadżykistanu 2020, 2021